# .ac (セカンドレベルドメイン)
.ac（academiaの略）は、大学や研究機関を指すセカンドレベルドメインである。日本を指す国別コードトップレベルドメインの.jpやイギリスを指す.ukを後置させ、ac.jp、ac.ukなどのように使われる。
ただし、すべての国でこのセカンドレベルドメインが使われているわけではなく、オーストラリアやマレーシアでは、.eduが使われている。また、研究機関に与えられるセカンドレベルドメインが管理されていない国も存在する。フランス、ドイツ、スイスでは、研究機関各々が独自のセカンドレベルドメインを有している。そのため、パリ大学はsorbonne.fr、ルツェルン応用科学芸術大学はhslu.ch、ミュンヘン工科大学はtum.deのドメイン名をそれぞれで持っている。
.eduと.acのセカンドレベルドメインが共存している国もある。中国では、2006年、研究機関では.ac.cnを、教育機関では.edu.cnを適用させると広報された。日本では、「児童、生徒などの教育・育成を行う組織」を対象とした.edというセカンドレベルドメインが用意されている。